# Le Vingt-neuf juin
Le Vingt-neuf juin (en russe : Dvadttsat deviatoe iounia) est une nouvelle d’Anton Tchekhov, parue en 1881.

## Historique
Le Vingt-neuf juin est initialement publié le 19 juin 1881 dans la revue russe Le Réveil-matin, sous le pseudonyme Antocha Tchekhonte. Elle est de nouveau publiée dans la revue Le Compagnon, no 12, le 29 juin 1882.
C’est une nouvelle humoristique sur les querelles d’un groupe d’hommes.

## Résumé
Quatre heures du matin, six chasseurs et quatre chiens partent à la chasse à la bécasse. Ils sont serrés dans la calèche, ils se haïssent depuis de longues années et, après quelques verstes, les vieilles querelles resurgissent : le gendre contre les mensonges de son beau-père, le docteur contre le journaliste, le juge contre le docteur.
Enfin, la chasse commence, mais le docteur se sert dans les provisions du propriétaire. Ce dernier hurle. Il repart avec la calèche. La chasse est finie.
Deux jours plus tard, les mêmes protagonistes jouent aux cartes. Les injures sont oubliées et tous sont réconciliés d'ici la prochaine dispute.

## Extraits
« Nous nous disputons, nous nous calomnions, nous nous haïssons, nous nous méprisons les uns les autres mais nous ne pouvons pas nous séparer. Ne vous étonnez pas lecteur et ne souriez pas. Venez dans le domaine d'Otlétaev, passez y l'hiver et l'été, et vous serez de quoi il retourne...Un trou perdu n'est pas une capitale...Chez Otlétaev, on prend le Pirée pour un homme et la querelle pour principe vital. »

## Édition française
Le Vingt-neuf juin, traduit par Madeleine Durand avec la collaboration d’E. Lotar, Vladimir Pozner et André Radiguet, dans le volume Premières nouvelles, Paris, 10/18, coll. « Domaine étranger » no 3719, 2004  (ISBN 2-264-03973-6)